# Trasa rowerowa gminy Zamość

## Trasa
Trasa rowerowa gminy Zamość prowadzi przez następujące miejscowości: Mokre – Hubale – Wychody –Skaraszów – Wólkę Wieprzecką – Wierzchowiny – Zarzecze – Lipsko Polesie – Lipsko – Lipsko Kosobudy – Białowolę – Pniówek – Zwódne – Skokówkę. 
Trasa rowerowa oznakowana jest kolorem czerwonym . Długość trasy to 40,5 km. 
Mapa trasy oraz graficzny profil ścieżki dostępne są na stronie Gminy Zamość.

## Atrakcje trasy
Wiedzie przez padół Zamojski na skraj Roztocza Środkowego. Stanowi pętlę rozpoczynającą się na przedmieściu Zamościa w Skokówce a kończy w miejscowości Płoskie. Prowadzi przez teren w większość wylesiony gdzie przeważają pola i łąki.
Ścieżka rowerowa Gminy Zamość „Na skraju Roztocza” scharakteryzowana jest na stronach internetowych Gminy Zamość, Roztoczańskiego Parku Narodowego oraz Stowarzyszenia Lokalna Grupa Działania „Nasze Roztocze”.